# Ash Sha'ir (huyện)
Huyện Ash Sha'ir là một huyện thuộc tỉnh Ibb, Yemen. Đến thời điểm năm 2003, huyện này có dân số 39805 người